# Estación de Hikone

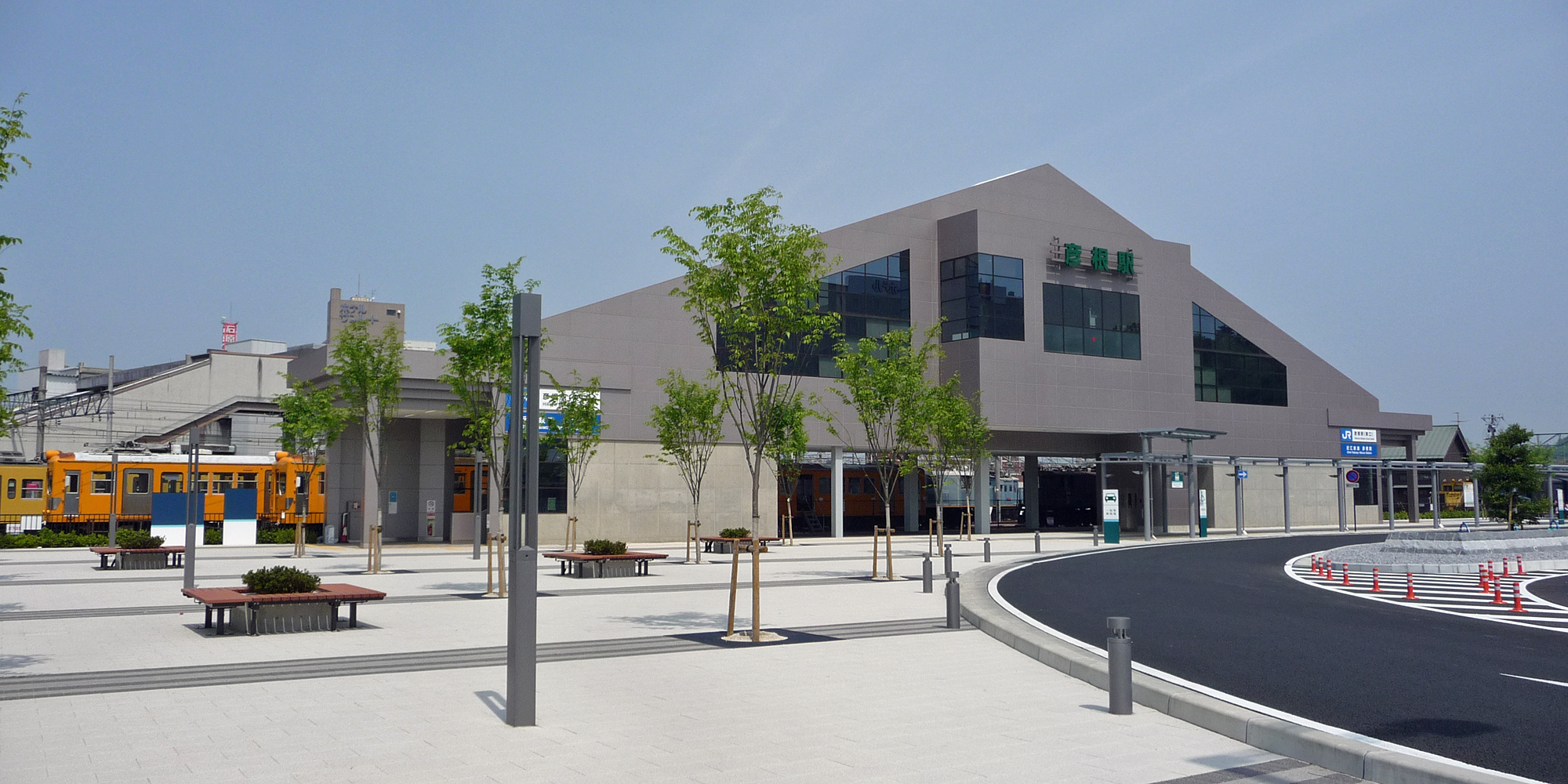
Entrada este de la estación

La Estación de Hikone (彦根駅 Hikone-eki?) es una estación de tren localizada en Hikone, Shiga, Japón.

## Líneas
- JR West
  - Línea Biwako (Línea Principal Tōkaidō)
- Ohmi Railway
  - Línea Principal

## Andenes
| Andén                   | Línea             | Dirección | Destino                                           |
| ----------------------- | ----------------- | --------- | ------------------------------------------------- |
| Andenes de JR West      |                   |           |                                                   |
| 1                       | ■ Línea Biwako    | Norte     | Maibara, Nagahama, Ōgaki                          |
| 2                       | ■ Línea Biwako    | Sur       | Kusatsu, Kioto, Ōsaka                             |
| Andenes de Ohmi Railway |                   |           |                                                   |
| 1                       | ■ Línea Principal | Sur       | Taga Taisha-mae, Yōkaichi, Ōmi-Hachiman, Kibukawa |
| 2                       | ■ Línea Principal | Norte     | Toriimoto, Maibara                                |

## Estaciones adyacentes
| «                                    | «                                    | Servicio                             | »                                    | »                                    |
| West Japan Railway Company (JR West) | West Japan Railway Company (JR West) | West Japan Railway Company (JR West) | West Japan Railway Company (JR West) | West Japan Railway Company (JR West) |
| Línea Biwako                         | Línea Biwako                         | Línea Biwako                         | Línea Biwako                         | Línea Biwako                         |
| ------------------------------------ | ------------------------------------ | ------------------------------------ | ------------------------------------ | ------------------------------------ |
| Maibara                              |                                      | Rápido Especial                      |                                      | Notogawa                             |
| Maibara                              |                                      | Local                                |                                      | Minami-Hikone                        |
| Ohmi Railway                         |                                      |                                      |                                      |                                      |
| Línea Principal Ohmi Railway         |                                      |                                      |                                      |                                      |
| Toriimoto                            |                                      | Rápido                               |                                      | Yōkaichi                             |
| Toriimoto                            |                                      | Local                                |                                      | Hikone-Serikawa                      |